# Deaf Smith County
Deaf Smith County je okres ve státě Texas v USA. K roku 2010 zde žilo 19 372 obyvatel. Správním městem okresu je Hereford. Celková rozloha okresu činí 3 880 km².